# Mizue Hoshi
Mizue Hoshi (星 瑞枝?, Hoshi Mizue; Yunotani, 2 settembre 1985) è un'ex sciatrice alpina giapponese.

## Biografia
Attiva in gare FIS dall'agosto del 2000, in Far East Cup la Hoshi ha esordito il 26 febbraio 2001 a Nozawaonsen in slalom speciale (6ª) e ha conquistato il primo podio il 4 marzo seguente a Hakuba nella medesima specialità (2ª). Ha debuttato in Coppa del Mondo 27 novembre 2004 nello slalom speciale di Aspen, senza concludere la prima manche, e ai Campionati mondiali a Bormio/Santa Caterina Valfurva 2005, dove si è classificata 34ª nello slalom gigante e 21ª nello slalom speciale. Sempre nel 2005, il 14 marzo, ha conquistato la sua prima vittoria in Far East Cup, a Shigakōgen in slalom speciale.
Ai XX Giochi olimpici invernali di Torino 2006, sua unica presenza olimpica, nella prova di slalom speciale ha ottenuto il 27º posto. Ai Mondiali di Val-d'Isère 2009 si è classificata 27ª nello slalom speciale e non ha completato lo slalom gigante, mentre nella successiva rassegna iridata di Garmisch-Partenkirchen 2011 è stata 40ª nello slalom gigante e non ha completato lo slalom speciale.
Ai Mondiali di Schladming 2013, suo congedo iridato, si è classificata 31ª nello slalom gigante e 37ª nello slalom speciale. In Far East Cup ha ottenuto la sua ultima vittoria  il 5 marzo 2013 a Shigakōgen in slalom speciale e il suo ultimo podio il 21 gennaio 2014 a Yongpyong in slalom gigante (2ª). Il 2 febbraio 2014 ha disputato a Kranjska Gora in slalom speciale la sua ultima gara in Coppa del Mondo, senza completarla (non ha portato a termine nessuna delle 46 gare nel massimo circuito cui ha preso parte) e si è ritirata al termine della stagione 2014-2015; la sua ultima gara è stata lo slalom gigante dei Campionati giapponesi 2015, il 19 marzo a Yuzawa, nel quale la Hoshi ha vinto la medaglia d'oro.

## Palmarès

### Nor-Am Cup
- Miglior piazzamento in classifica generale: 40ª nel 2013
- 1 podio:
  - 1 terzo posto

### Far East Cup
- Vincitrice della Far East Cup nel 2006, nel 2008, nel 2011 e nel 2012
- Vincitrice della classifica di supergigante nel 2012
- Vincitrice della classifica di slalom gigante nel 2006 e nel 2011
- Vincitrice della classifica di slalom speciale nel 2005, nel 2008 e nel 2011
- Vincitrice della classifica di combinata nel 2012
- 50 podi:
  - 23 vittorie
  - 17 secondi posti
  - 10 terzi posti

#### Far East Cup - vittorie
| Data             | Località    | Paese         | Specialità |
| ---------------- | ----------- | ------------- | ---------- |
| 14 marzo 2005    | Shigakōgen  | Giappone      | SL         |
| 27 febbraio 2006 | Shigakōgen  | Giappone      | SL         |
| 6 marzo 2006     | Nozawaonsen | Giappone      | GS         |
| 7 marzo 2006     | Nozawaonsen | Giappone      | GS         |
| 7 marzo 2008     | Shigakōgen  | Giappone      | SL         |
| 8 marzo 2008     | Shigakōgen  | Giappone      | SL         |
| 13 marzo 2008    | Nozawaonsen | Giappone      | SL         |
| 3 marzo 2009     | Shigakōgen  | Giappone      | GS         |
| 4 marzo 2009     | Shigakōgen  | Giappone      | SL         |
| 9 marzo 2009     | Nozawaonsen | Giappone      | GS         |
| 21 dicembre 2010 | Yabuli      | Cina          | GS         |
| 22 dicembre 2010 | Yabuli      | Cina          | GS         |
| 13 gennaio 2011  | Yongpyong   | Corea del Sud | GS         |
| 18 gennaio 2011  | Yongpyong   | Corea del Sud | GS         |
| 20 gennaio 2011  | Jisan       | Corea del Sud | SL         |
| 21 gennaio 2011  | Jisan       | Corea del Sud | SL         |
| 7 marzo 2011     | Shigakōgen  | Giappone      | SL         |
| 17 gennaio 2012  | Yongpyong   | Corea del Sud | SC         |
| 17 gennaio 2012  | Yongpyong   | Corea del Sud | SG         |
| 19 gennaio 2012  | Yongpyong   | Corea del Sud | SL         |
| 21 gennaio 2012  | Hakuba      | Giappone      | SG         |
| 5 marzo 2012     | Nozawaonsen | Giappone      | GS         |
| 5 marzo 2013     | Shigakōgen  | Giappone      | SL         |

Legenda:

SG = supergigante

GS = slalom gigante

SL = slalom speciale

SC = supercombinata

### Campionati giapponesi
- 18 medaglie:
  - 8 ori (supergigante nel 2001; supergigante nel 2004; slalom speciale nel 2005; supergigante, slalom speciale nel 2011; supergigante nel 2012; slalom gigante nel 2013; slalom gigante nel 2015)
  - 6 argenti (slalom speciale nel 2004; slalom gigante nel 2005; slalom speciale nel 2008; slalom gigante nel 2012; supergigante, supercombinata nel 2013)
  - 4 bronzi (slalom gigante nel 2004; slalom gigante nel 2006; slalom gigante nel 2008; slalom speciale nel 2012)